# R音性母音

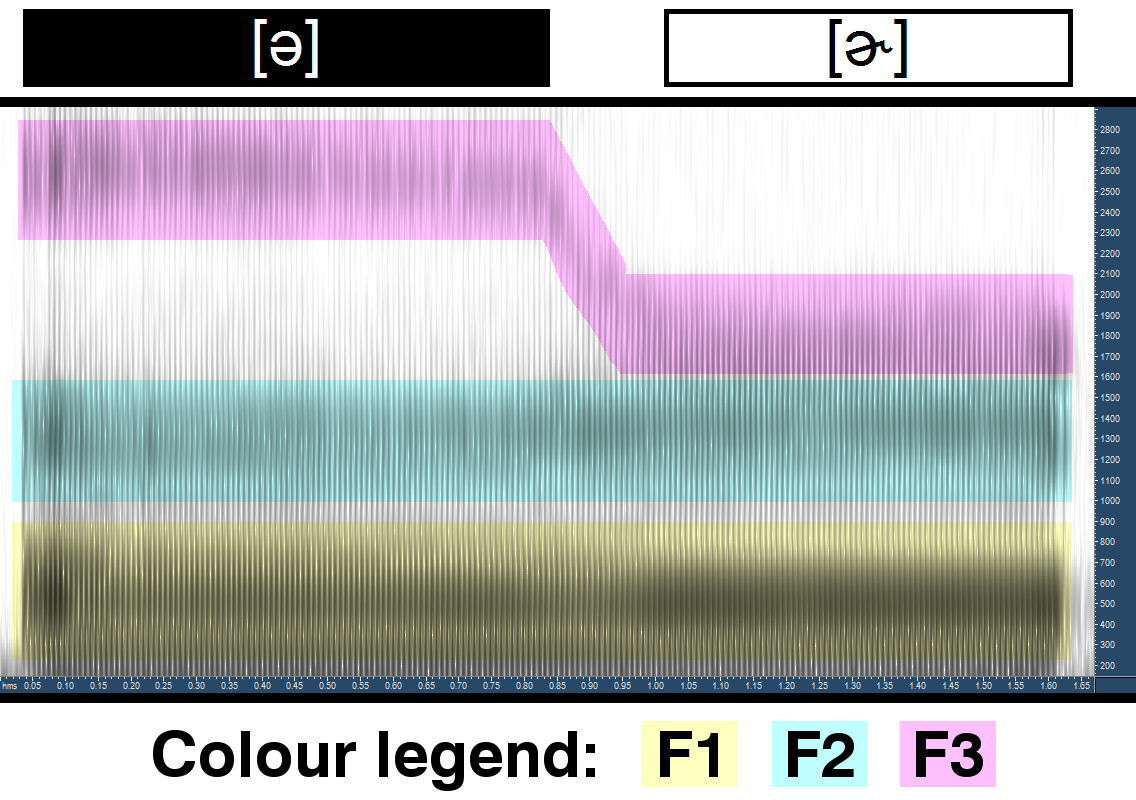
通常母音とr音性母音のスペクトログラム Listen

R音性母音（アールおんせいぼいん）とは、r音のような音色を備えた母音のことをいう。

## 特徴
母音を調音する際にそり舌音のように舌尖を反らせたり舌を盛り上げたりすると、咽頭に狭めが生じる。その狭めによって母音がr音のような音色を備えることになる。これをr音化と呼んでいる。
国際音声記号ではr音性を表す補助記号[ ˞ ]が用意されており、母音字母の右側に密着して付けられる。

## r音性シュワー
国際音声記号ではr音性を示す補助記号をつけるが、シュワーには1つの記号が用意されており、中央の横線が斜め上にあがってr音性記号と連結するような形になっている。

## 言語例
- 中国語 - 花儿 huār [xuɑ˞˥]。中国語ではピンインでerで表記される音と児化音と呼ばれる音がこれに当たるが、特に北京語などの北方方言で多くこの音が現れる。
- アメリカ英語（米語）
- イギリス英語にはR音性母音はなく、後に母音が続いたときにR音が挿入される（Rリンキング）。
  - 例: murder（米: [ˈmɝ.dɚ]、英: [ˈmɜːdə]）